# Reprezentacja Bośni i Hercegowiny w piłce wodnej mężczyzn
Reprezentacja Bośni i Hercegowiny w piłce wodnej mężczyzn – zespół, biorący udział w imieniu Bośni i Hercegowiny w meczach i sportowych imprezach międzynarodowych w piłce wodnej, powoływany przez selekcjonera, w którym mogą występować wyłącznie zawodnicy posiadający obywatelstwo bośniackie. Za jej funkcjonowanie odpowiedzialny jest Związek Piłki Wodnej Bośni i Hercegowiny (VSBiH), który jest członkiem Międzynarodowej Federacji Pływackiej.

## Historia
Reprezentacja Bośni i Hercegowiny rozegrała swój pierwszy oficjalny mecz po rozpadzie Jugosławii dopiero 23 września 2016.

## Udział w turniejach międzynarodowych

### Igrzyska olimpijskie
Reprezentacja Bośni i Hercegowiny żadnego razu nie występowała na Igrzyskach Olimpijskich.

### Mistrzostwa świata
Dotychczas reprezentacji Bośni i Hercegowiny żadnego razu nie udało się awansować do finałów MŚ.

### Puchar świata
Bośnia i Hercegowina żadnego razu nie uczestniczyła w finałach Pucharu świata.

### Mistrzostwa Europy
Bośniackiej drużynie żadnego razu nie udało się zakwalifikować do finałów ME.